# Теребука
Теребука — деревня  в  Смоленской области России,  в Сафоновском районе. Население – 7 жителей (2007 год)  .  Расположена в центральной части области в 9 км к западу от города Сафонова, в 1,5 км севернее автодороги М1 «Беларусь».  В 3,5 км юго-западнее деревни железнодорожная станция Вышегор на линии Москва — Минск.  Входит в состав Вышегорского сельского поселения.  

## История
В годы Великой Отечественной войны деревня была оккупирована гитлеровскими войсками в сентябре 1941 года, освобождена в 1943 году.